# Borani

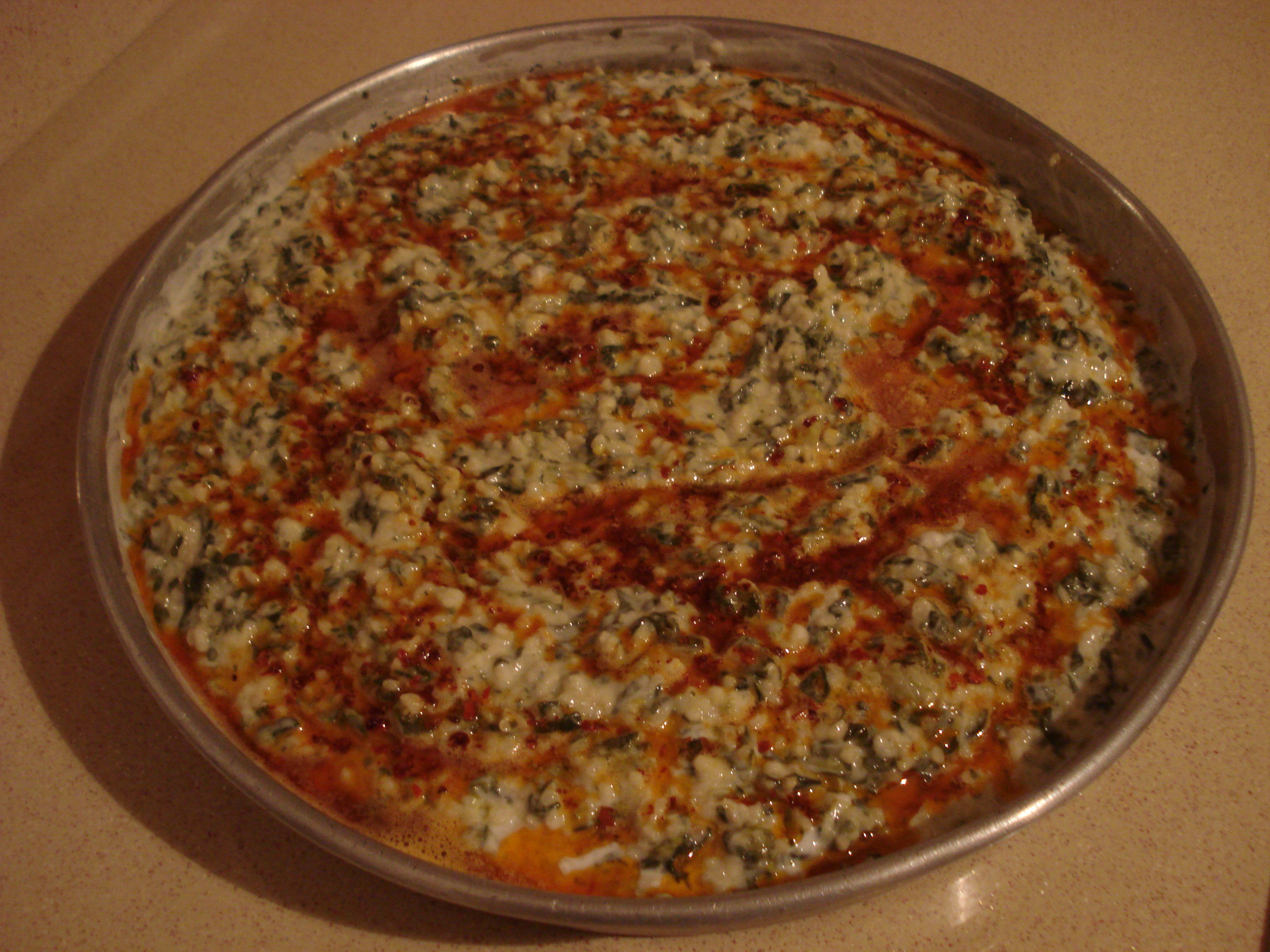
Ispanaklı boranı (Boranı d'espinacs).

Borani o Boranı (turc) és un plat de bulgur i verdures comù a la cuina persa i a diverses regiones de Turquia. "Boranı" existe en la cuina turca des del segle xvi. En Turquia les verdures que se utilitzen per a la boranı són espinac, vigna unguiculata i mongetes verdes. Aquest plat generalment se serveix amb una salsa de iogurt o iogurt amb all.